# Kyfose

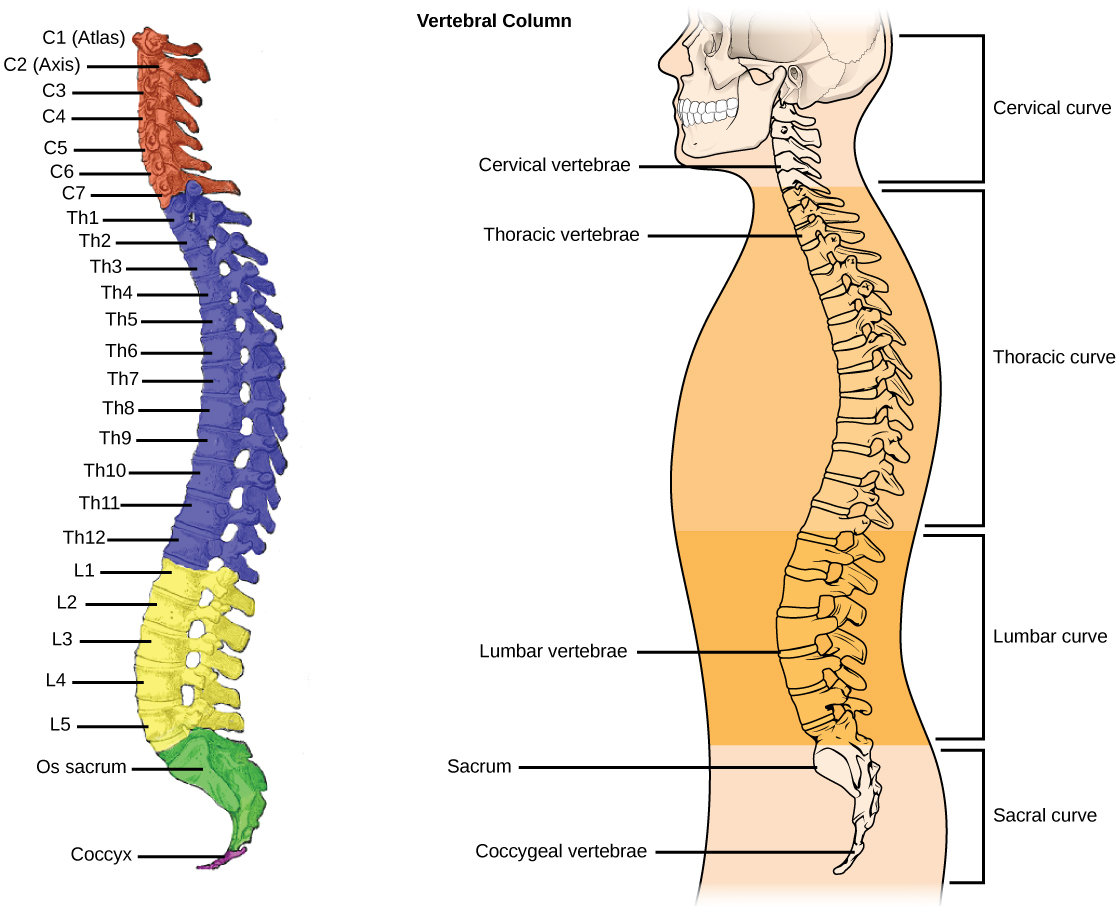
Wervelkolom met de cervicale lordose in het rood en de lumbale lordose in het geel. De thoracale en sacrale kyfose zijn respectievelijk blauw en groen

Kyfose is de natuurlijke achterwaartse kromming van de thoracale en sacrale wervelkolom. Het betreft de kromming waarvan de bolle kant naar achteren wijst, oftewel (in jargon): in het sagittale vlak aan de dorsale zijde convex, een bochel. Normaliter is de wervelkolom van de borstkas enigszins naar achter gekromd; soms wordt dit echter te sterk om verenigbaar te zijn met een goede houding. Dit is een hyperkyfose.

## Functioneel
Een functionele kyfose kan ontstaan door een verkeerde of slappe houding in de jeugd. Bij een houdingscorrectie zal de afwijking verbeteren en kan de bochel nog teruggeduwd worden. Bij een structurele kyfose is dit niet mogelijk en is de kromming rigide. 

## Structureel
Er zijn verscheidene oorzaken van een structurele kyfose:
- bindweefselaandoeningen
  - een kyfose kan zich voordoen bij het syndroom van Ehlers Danlos of het syndroom van Marfan
- erfelijke factoren
  - de ziekte van Scheuermann is een aandoening die gepaard gaat met kyfose
- compressiefractuur
- osteoporose
- rachitis

## Andere krommingen
Andere krommingen zijn scoliose (zijwaartse kromming) en lordose (kromming met de bocht naar voren wijzend). Ter hoogte van de lendenwervels en de nekwervels is een zekere mate van lordose normaal.
Een combinatie van hyperkyfose en scoliose wordt kyfoscoliose genoemd. Dit is meestal aangeboren en in heel zeldzame gevallen een uiting van de kyfoscoliotische vorm van ehlers-danlossyndroom.